# 유태선
유태선(柳泰善, 1929년 ~ 2004년 7월 23일)은 제13대 광주고등검찰청 검사장을 역임한 법조인이다.

## 생애
1929년 경기도 부천시에서 태어나 1950년 서울대학교 법학과를 졸업하고 제3회 고등고시 사법과, 행정과에 합격하였다. 공군본부 검찰과장 등으로 재직 후 중령으로 예편, 1961년 서울지방검찰청 검사에 임용되어 대전지방검찰청, 부산지방검찰청, 청주지방검찰청, 서울지방검찰청 등에서 재직하였다.
서울지방검찰청 검사로 있으면서 중앙정보부가 구속한 송요찬에 대하여 "사단장으로서 경주지구 전투를 지휘했던 1950년 9월 15일 당시는 아군이 고전하는 급박한 상황에서 지휘관으로서 군을 위해 독전중이던 때여서 즉결처분된 그의 예하 대대장 조영구 중령에 대한 살의 등을 밝히기 어렵고 설령 혐의를 확인한다고 하더라도 전공을 감안해서 정상을 참작한다"고 하면서  공소취하 신청을 하여 서울형사지방법원 문영극 판사가 1964년 5월 26일에 공소기각 결정을 하였다.
대전지방검찰청 차장검사로 있으면서 대전지방검찰청 국가배상심의위원회 위원장을 맡았던 1971년 11월 20일에 미성년자 교통사고 등 피해보상에 있어 사망한 때는 평균 30여만원씩의 위자료 배상을 결정하면 이의제기하여 법원에서 추가지급되는 것이 관례를 감안하여 배상 신청인의 이의제기를 막기위한 방안으로 보상금의 현실화를 결정하면서 "정부보상금액의 한도내에서 미성년자의 배상을 100%이상 지급하기로 했다."면서 8살, 14살 어린이 사망 사건을 심의하여 국가는 그 유족에게 65만 6250원과 76만 3000원을 각각 배상하도록 결정했다.
서울지방검찰청 검사로 있던 1973년 4월 6일에 검찰은 검사들의 업무를 분담 배치하면서 유태선은 경제를 담당하게 되었다. 서울지방검찰청 경제부 부장검사를 맡아  수사를 진행하였던 유태선은 1973년 6월 1일 한국철강 대표 신영술을 업무상 횡령으로 구속했다. 앞서 5월 15일 반사회적 기업인 14명을 고발받아 7명을 구속하고 대성산업 조영일은 불구속 입건, 아진화섬 고정훈은 무혐의 처분하면서 범한산업 서병욱은 미국 이민으로 수사를 못하였으며 삼안산업 예관수, 삼호방직 정재호, 연세개발 박용운, 동양고무 현수창 등 4명에 대해서 "소재를 파악하고 있다"고 말하면서 "범인은닉자는 본범과 같이 처벌하겠으며 앞으로 이들을 사진 수배, 일반 강력범과 같이 식당, 다방 등에 사진을 걸도록 하겠다"고 했다.
서울지방검찰청 영등포지청 지청장으로 있을 때인 1975년 오류동새마을금고를 설립하여 모범 금고로 육성하고 조기축구회를 조직하는 등 지역주민들과 화평을 도모하였다. 제주지방검찰청 검사장으로 있으면서 범죄없는 마을 운동을 전개하여 육지에서 건너온 각종 범죄를 퇴치하는데 기여하였으며 1980년 5.18이후에 광주지방검찰청 검사장을 맡아 민심을 수습하였다. 부인 임정규와의 사이에 3남 4녀가 있다. 아들은 디자인뱅크 대표를 했던 유승식, S-OIL 상무를 했던 유효식이며 사위는 대한민국 변호사인 정종우, 해양수산부 항만국 과장을 했던 신명, 기림한의원장 박정희, 산내음식품 생산관리 차장인 김동준이다.
고등고시 8회인 정치근 부산지방검찰청 검사장이 전격적으로 검찰총장에 발탁되면서 고시 3회인 유태선은 이길주(4회) 서울고등검찰청 검사장, 박준양(5회) 대구고등검찰청 검사장, 정명래(6회) 법무연수원장과 함께 1981년 12월 15일 사표를 제출했다.
오류동마을금고 설립에 참여하면서 명예회장을 맡기도 했던 유태선은 연합회 기능을 대폭강화하고 자율운용체제를 갖추기로 하면서 임원진을 전원 교체한 마을금고연합회 대의원 총회가 열린 1982년 4월 10일 신임 회장에 선임되었으나 유태선은  회장직을 수락하지 않았다.

## 경력
- 1961년 서울지방검찰청 부장검사
- 1964년 대전지방검찰청 부장검사
- 1966년 부산지방검찰청 부장검사
- 1968년 청주지방검찰청 차장검사
- 1971년 대전지방검찰청 차장검사
- 1973년 서울지방검찰청 부장검사
- 1971년 대전지방검찰청 국가배상심의위원회 위원장
- 1974년 9월 1일 ~ 1978년 2월 10일 제3대 서울지방검찰청 영등포지청 지청장
- 1978년 2월 11일 ~ 1980년 6월 8일 제25대 제주지방검찰청 검사장
- 1980년 6월 10일 ~ 1980년 7월 28일 제24대 전주지방검찰청 검사장
- 1980년 7월 28일 ~ 1981년 4월 26일 제24대 광주지방검찰청 검사장
- 1981년 4월 27일 ~ 1981년 12월 16일 제13대 광주고등검찰청 검사장
- 오류동마을금고 명예회장
- 수원공업고등학교 전자통신과 2학년 유태선 바보